# Moissieu-sur-Dolon
Moissieu-sur-Dolon ist eine französische Gemeinde mit 721 Einwohnern (Stand: 1. Januar 2022) im Département Isère in der Region Auvergne-Rhône-Alpes; sie gehört zum Arrondissement  und zum Kanton Roussillon. 

## Geografie
Die Gemeinde Moissieu-sur-Dolon liegt am Dolon, etwa 17 Kilometer südöstlich von Vienne. Umgeben wird Moissieu-sur-Dolon von den Nachbargemeinden Montseveroux im Nordwesten und Norden, Primarette im Osten, Revel-Tourdan im Südosten, Pact im Süden sowie Bellegarde-Poussieu im Westen. Durch das Gemeindegebiet von Moissieu-sur-Dolon führt die Eisenbahn-Hochgeschwindigkeitsstrecke LGV Rhône-Alpes.

## Bevölkerungsentwicklung
| Jahr                       | 1962 | 1968 | 1975 | 1982 | 1990 | 1999 | 2009 | 2021 |
| Einwohner                  | 387  | 372  | 369  | 407  | 481  | 500  | 688  | 730  |
| Quellen: Cassini und INSEE |      |      |      |      |      |      |      |      |

## Sehenswürdigkeiten
- Kirche Saint-Didier aus dem 19. Jahrhundert
- Schloss Bresson, seit 1972 Monument historique

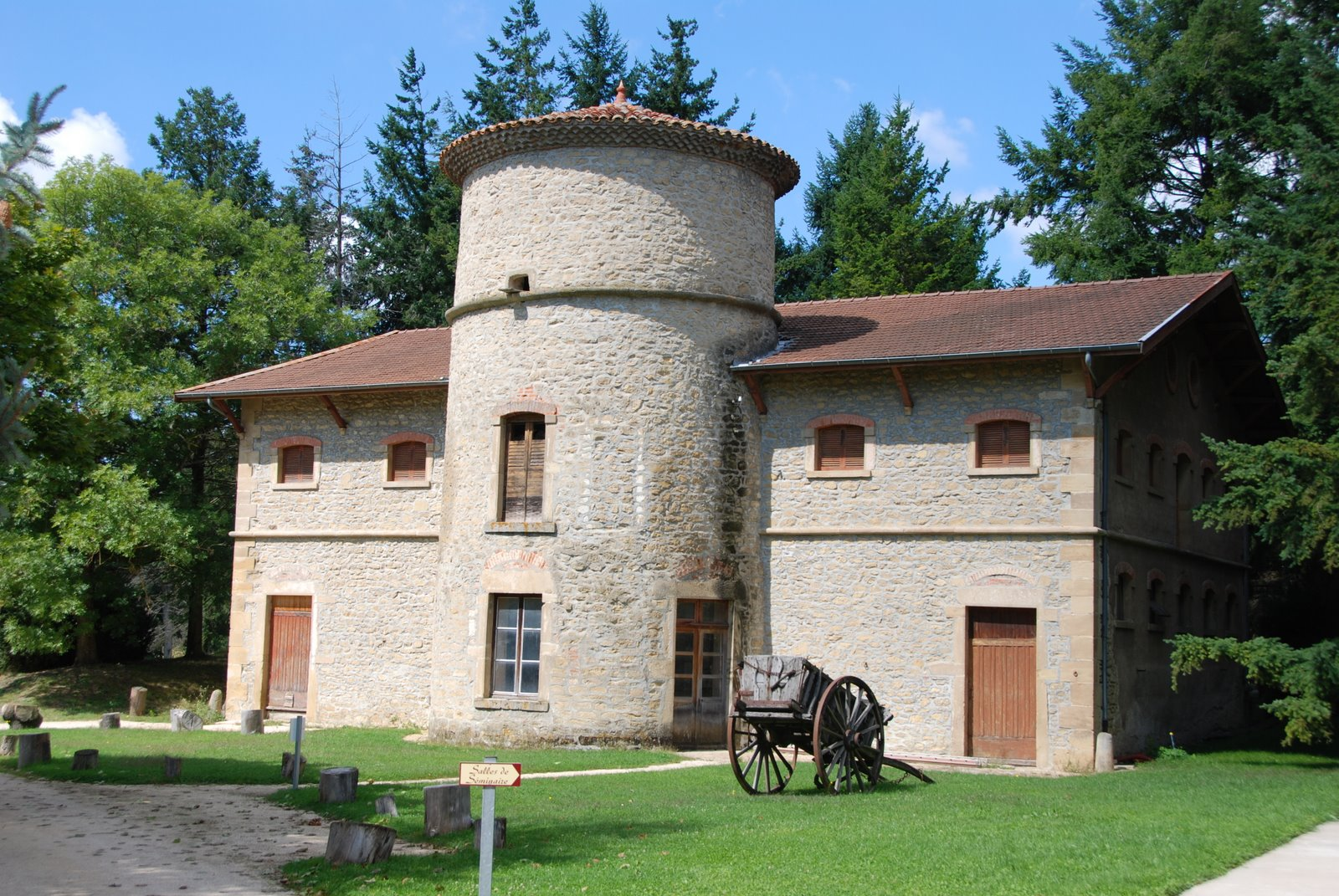
Taubenturm

- Schloss Moissieu
- Taubenschlag mit Turm